# Campionato europeo di arrampicata 2007
Il Campionato europeo di arrampicata 2007 si è tenuto dal 16 marzo al 18 marzo 2007 a Birmingham, Regno Unito.
Si è svolta solo la specialità boulder in quanto annullata durante il Campionato europeo di arrampicata 2006.

## Specialità boulder

### Uomini
| Pos. | Atleta               | Paese     |
| ---- | -------------------- | --------- |
|      | David Lama           | Austria   |
|      | Nalle Hukkataival    | Finlandia |
|      | Tomás Mrázek         | Rep. Ceca |
| 4    | Dmitry Sharafutdinov | Russia    |
| 5    | Salavat Rakhmetov    | Russia    |
| 6    | Stephane Julien      | Francia   |
| 7    | Gabriele Moroni      | Italia    |
| 8    | Mykhaylo Shalagin    | Ucraina   |
| 9    | Lucas Preti          | Italia    |
| 10   | Matthias Müller      | Svizzera  |

### Donne
| Pos. | Atleta           | Paese     |
| ---- | ---------------- | --------- |
|      | Juliette Danion  | Francia   |
|      | Olga Shalagina   | Ucraina   |
|      | Olga Bezhko      | Ucraina   |
| 4    | Natalija Gros    | Slovenia  |
| 5    | Tatiana Tarasova | Russia    |
| 6    | Sabine Bacher    | Austria   |
| 7    | Yana Chereshneva | Russia    |
| 8    | Silvie Rajfova   | Rep. Ceca |
| 9    | Emilie Abgrall   | Francia   |
| 10   | Olga Bibik       | Russia    |